# Helena Antonia
Pour les articles homonymes, voir Antonia.

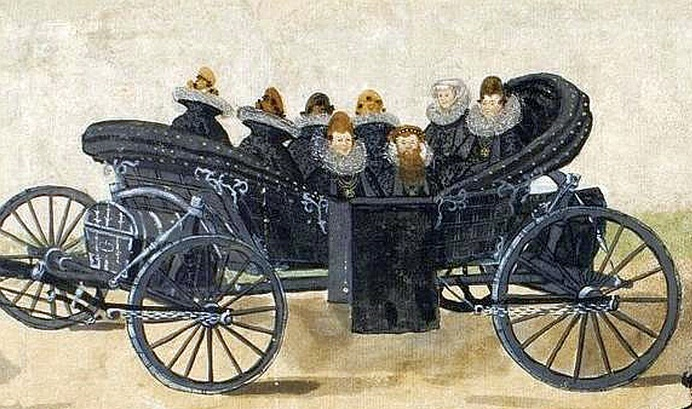
Helena Antonia avec d'autres femmes de la cour

Helena Antonia, née à Liège en 1550 et morte en 1595, est une femme à barbe naine, dame de compagnie de la reine polonaise Constance d'Autriche.